# Даново (Західнопоморське воєводство)
Даново (пол. Danowo, нім. Jakobsdorf) — село в Польщі, у гміні Ґоленюв Голеньовського повіту Західнопоморського воєводства.
Населення — 265 осіб (2011).
У 1975-1998 роках село належало до Щецинського воєводства.

## Демографія
Демографічна структура станом на 31 березня 2011 року:
|          | Загалом | Допрацездатний вік | Працездатний вік | Постпрацездатний вік |
| -------- | ------- | ------------------ | ---------------- | -------------------- |
| Чоловіки | 134     | 27                 | 99               | 8                    |
| Жінки    | 131     | 30                 | 73               | 28                   |
| Разом    | 265     | 57                 | 172              | 36                   |